# Zamek w Valkenburgu
Ruiny zamku w Valkenburgu znajdują się w miejscowości Valkenburg aan de Geul.

## Historia
W 1115 fortyfikacje zostały wzniesione przez Gosewijna I, lorda Valkenburga. Drewniany oryginał przetrwał do 1122, kiedy został zniszczony przez Henryka V, cesarza rzymskiego. Zamek został odbudowany w następnych wiekach, jednakże po raz kolejny został zniszczony przez Jana III. Obecne ruiny to fragmenty budowli z XIV wieku. Zamek został wysadzony w powietrze w 1672 podczas wojny francusko-niderlandzkiej przez armię Wilhelma III Orańskiego.
14 marca 1967 zamek został wpisany na listę narodowych zabytków Holandii pod numerem 36769.